# محمود أحمد رزق
محمود رزق لاعب كرة قدم مصري، يلعب حاليًا لنادي الاتحاد السكندري في مركز قلب الدفاع.
انتقل في 24 يونيو 2018 للعب في نادي الاتحاد السكندري لمدة 3 مواسم.